# 觀塘工廠大廈

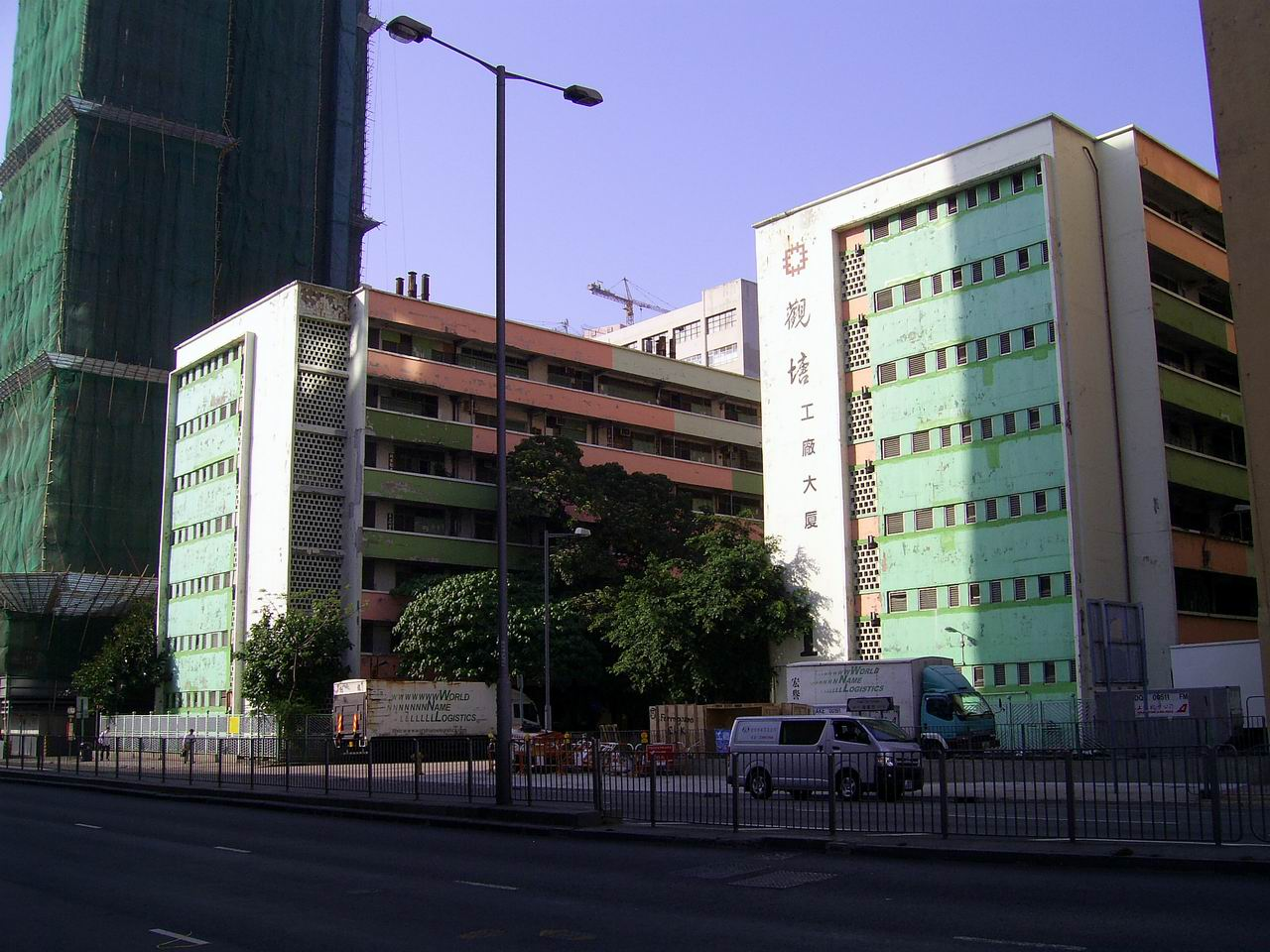
觀塘工廠大廈（2008年）

觀塘工廠大廈（英語：Kwun Tong Factory Estate），是位於香港九龍觀塘區觀塘的一個徙置工廠大廈，鄰近港鐵牛頭角站，由前徙置事務處在1966年興建而成，是該組織在觀塘工業區的首個項目，並於1973年起由香港房屋委員會接手管理。該工廠大廈共有兩座七層高大廈，提供逾八百個單位，外型跟西北方不遠處的九龍灣工廠大廈如出一轍。由於樓宇設計及結構問題，加上配合觀塘工業區轉型為商貿區，房委會於是在2006年10月通過清拆該工廠大廈，2008年9月收回所有單位，翌年拆卸。地皮隨後轉為商貿用途，最終建成辦公大樓宏利廣場。

## 簡介
觀塘工廠大廈曾稱為「觀塘徙置工廠大廈」，由兩座無升降機及獨立廁所的大廈組成，在1966年3月興建，位處欣業街及恆業街之間填海地。當時位於觀塘海旁的觀塘工業區剛開始發展，當時政府工務司署受徙置事務處委託在觀塘興建工廠大廈，協助徙置觀塘區內的寮屋區及平房區內工廠或工場。該工廠大廈有兩座七層高長條型大廈，與勵業街直向並行，大廈採用近似第二型徙置大廈的版本而建，提供817個實用面積為24平方公尺的單位，總樓面面積近1.94萬平方公尺。1973年4月1日，香港房屋委員會成立，所有工廠大廈均轉由房委會管理，其後房委會又在該工廠大廈西北方不遠處，興建多兩座外型一樣的徙置工廠大廈，命名為「九龍灣工廠大廈」（今已重建為海濱匯）。
| 樓宇座號 | 落成年份 | 拆卸年份 | 層數 | 重建後原地所屬的樓宇 |
| -------- | -------- | -------- | ---- | -------------------- |
| 第一座   | 1966年   | 2009年   | 7    | 宏利廣場             |
| 第二座   | 1966年   | 2009年   | 7    | 宏利廣場             |

## 現況
房委會曾在1989年檢討其轄下工廠大廈的情況，決議長遠逐步減持工廠大廈單位，以集中發展公共房屋，於是房委會在1990年代起開始清拆舊式工廠大廈以作重建。房委會到2000年11月推行「提早退租計劃」，鼓勵包含觀塘等五個剩餘舊式工廠大廈的租戶自願終止租約，房委會也在2001年9月停止出租該類單位。直至2005年3月尾，觀塘工廠大廈有62%租戶參與提早退租計劃，房委會也收回約62%的單位及租約，2007年底只餘下百多名廠戶仍然活躍經營。
雖然該工廠大廈不像新蒲崗工廠大廈出現明顯的結構問題，但房委會認為大廈欠缺升降機及獨立廁所的設計已過時，同時大廈位於觀塘工業區的重要位置，而工業區也開始轉型為商貿區，東九龍商業大廈單位需求變得殷切，有地產代理更估計地皮轉作商貿用地後，估值高達25.2億港元。房委會商業樓宇小組委員會在2006年10月通過清拆安排，並定於2008年5月底收回大廈。受清拆影響的每名租戶均將獲凍結租金之餘，又獲得最多63萬港元的特惠津貼，共涉及逾3,400萬港元。之後房委會又為體諒部份租戶困難而將限期延至同年9月。房委會最終完成收回所有單位，2009年安排拆卸。
拆除後的地皮交回政府後閒置多年，公屋聯會在2013年1月初步估算那裡最少可興建約一千個單位，建議房委會應該利用那裡盡快興建更多公屋單位，不過政府沒有理會。到同年11月，政府才為該地皮招標，市場估值介乎26.4億至39.6億港元。2014年1月，新加坡豐樹產業以37.69億港元擊敗長江實業及信和置業等財團，成功投得上述地皮。豐樹計劃在此興建一幢甲級辦公大樓，最初預計會於2017年落成，但延至2018年4月才交付，大廈命名為「豐樹中心」。2019年3月，太盟投資集團以近90億港元，向豐樹購入全幢大廈作收租用途，大廈於是易名為國際貿易中心。2021年12月8日，大廈再易名為宏利廣場。

## 外部連結
- 工廠大廈（页面存档备份，存于），香港房屋委員會
- 房署工廠（八）—觀塘工廠大廈 （页面存档备份，存于），公共屋邨圖片集